# William A. Phillips
William Addison Phillips, né le 14 janvier 1824 à Paisley et mort le 30 novembre 1893 à Fort Gibson dans l'Oklahoma, est un journaliste, soldat et représentant américain du Kansas.

## Biographie
William Addison Phillips, fils de John Phillips, naît le 14 janvier 1824 à Paisley en Écosse. Il fréquente les écoles communes de Paisley. Il part aux États-Unis en 1838 avec ses parents, qui s'installent dans le comté de Randolph, en Illinois. Il se livre à des activités agricoles. Il est employé comme correspondant de journal 1845-1862. Il étudie le droit. Il est admis au barreau en 1855 et commence à exercer à Lawrence, au Kansas, où il travaille également comme correspondant au New-York Tribune. Il est le premier juge de la Cour suprême du Kansas en vertu de la Constitution Leavenworth. Il fonde la ville de Salina, au Kansas, en 1858. Pendant la guerre de Sécession, bien qu'il ait offert une somme importante pour être correspondant au front, il entre dans l'Armée de l'Union comme volontaire, et lève certaines des premières troupes au Kansas en 1861. Par la suite, il est nommé colonel et commandant du Cherokee Indian Regiment. Il est procureur du comté de Cherokee en 1865. Il sert à la Chambre des représentants de l'État en 1865.
Phillips est élu en tant que républicain aux 43e, 44e et 45e congrès (4 mars 1873 - 3 mars 1879). Il est un candidat non retenu pour la renomination en 1878. Après avoir quitté le Congrès, il est avocat des Indiens Cherokee à Washington. Il est un candidat infructueux pour l'élection au Congrès en 1890. Il meurt à Fort Gibson, dans le comté de Muskogee dans le territoire indien (maintenant Oklahoma), le 30 novembre 1893. Il est inhumé au cimetière de Gypsum Hill, Salina dans le Kansas.
La ville de Phillipsburg, au Kansas, est nommé en son honneur.